# 中國虛骨龍屬
中國虛骨龍屬（學名Sinocoelurus）是獸腳亞目的一屬恐龍，生存於侏羅紀晚期提通階的中國四川省。中國虛骨龍是一個根據牙齒而建立的分類單元，目前的狀態是疑名。

## 歷史
在1942年，著名中國古生物學家楊鍾健將從4顆個別牙齒（編號IVP AS V232-234）命名為中國虛骨龍，這些化石發現於四川盆地廣元市威遠縣；屬名意為「中國的虛骨龍」。楊鍾健指出這些牙齒很修長、中等彎曲、中等扁平、牙齒前側有稜脊、而後側沒有鋸齒邊緣、而琺瑯質很薄。楊鍾健認為這類動物是種小型恐龍，屬於虛骨龍類。這些牙齒的最特別地方是缺乏鋸齒邊緣。
由於只有少量的化石材料，中國虛骨龍並沒有受到很大的關注。中國虛骨龍通常被認為是虛骨龍類或虛骨龍科的一個疑名，或是獸腳亞目的分類未定屬。中國虛骨龍最近被分類為堅尾龍類的分類不明屬及疑名。
部份網站根據中國虛骨龍的牙齒沒有鋸齒狀邊緣，將牠們歸類於棘龍科（页面存档备份，存于）。

## 古生物學
中國虛骨龍屬於獸腳亞目，是種靈活的雙足肉食性恐龍。

## 外部連結
- 獸腳亞目的各屬簡介與演化樹